# Senting
Senting is een bestuurslaag in het regentschap Boyolali van de provincie Midden-Java, Indonesië. Senting telt 2622 inwoners (volkstelling 2010).